# 271 (szám)
A 271 (kétszázhetvenegy) a 270 és 272 között található természetes szám.

## A matematikában
- Prímszám
- Ikerprím
- Pillai-prím.

Első típusú köbös prím.
Középpontos hatszögszám.